# 1907년 핀란드 의회선거
핀란드 단원제의회 초대선거(핀란드어: Suomen yksikamarisen eduskunnan ensimmäiset vaalit 수오멘 윅시카마리센 에두스쿠난 엔시매이세트 발리트[*])는 1907년 3월 15일에서 16일 사이에 투표가 진행된 핀란드 역사상 최초의 보통평등선거로, 이 선거로써 핀란드 제1대 의회가 개회하였다. 이 선거에서 핀란드는 세계 최초로 여성에게 선거권과 피선거권을 모두 보장했고, 의회 정원의 약 1할인 19명의 여성 의원을 세계 최초로 당선시켰다.

## 배경
핀란드의 입법부는 원래 스웨덴령 핀란드 시절 설치된 사원제 신분제 국회가 있었다. 1905년 총파업으로 입법제도 개혁에 대한 국민적 합의가 이루어졌고, 대공 니콜라이 2세가 11월 선언을 통해 개혁을 윤허함으로써 1906년 이루어진 의회개혁으로 국회는 폐지, 정원 200석의 단원제 의회로 대체되었다. 비슷한 시기 종주국인 러시아에서도 러일전쟁의 패배로 인한 1905년 혁명으로 의회인 두마가 신설되었다.
핀란드의 모든 정파가 개혁 내용에 동의했고 선거는 1907년으로 예정되었다. 1906년 의회개혁은 제1차 러시아화 정책의 종료를 의미하는 것이기도 했다. 러시아는 1899년부터 핀란드에 대한 동화정책을 실시해 핀란드인들의 극심한 반발을 샀고, 1904년 핀란드 총독 니콜라이 보브리코프가 암살당하기도 했다.
1906년 의회개혁 이전의 입법부인 국회는 귀족, 성직, 시민, 농민의 4개 신분으로 이루어져 있었는데, 20세기에는 이미 낡은 제도가 되었을 뿐 아니라 선거권을 가진 사람의 수가 너무 적어서 민의를 제대로 대변하지 못했다. 새로 설치된 단원제 의회는 24세 이상의 모든 남녀에게 평등하고 보통한 선거권을 부여했다. 이 때 여성에게도 선거권을 부여함으로써 뉴질랜드와 사우스오스트레일리아에 이어 세계에서 세 번째, 유럽에서는 첫 번째로 여성의 선거권을 보장했으며, 동시에 세계 최초로 여성에게 피선거권을 부여했다.

## 선거제도
투표 방식은 단기명투표제와 선호투표제의 절충이었다. 선거권자는 하나의 정당을 붉은 선으로 그어서 투표하거나 또는 선호하는 순서대로 후보 세 명의 이름을 써서 투표할 수 있었다. 또 후보자 목록에 목록에 이름이 없는 사람도 투표용지에 이름을 적어서 투표할 수 있었다. 이후 표를 추산하고 의석을 배분하는 데는 돈트 방식이 사용되었다.

## 선거운동
19세기-20세기 핀란드 정계에서는 언어갈등이 중요 의제였다. 핀란드당(SP)과 스웨덴계당은 태생부터가 각각 페노마니아(핀란드어 운동)와 스베코마니아(스웨덴어 운동) 세력들이 정당으로 탈바꿈된 것이었다. 자유당이라는 자유주의 정당도 있었지만 5년만에 해산되었다. 이후 핀란드당에서 청년 핀란드당이 분당되어 나왔다. 그보다 더 중요한 것은 1899년 핀란드 노동당이라는 좌익정당이 창당된 것이다. 노동당은 1903년 핀란드 사회민주당(SDP)으로 개칭하고 도시의 노동계급과 농촌의 무토지 인구(소작인, 머슴)를 대변하려고 했다. 노동자들이나 무토지 농촌 인구들은 기존의 국회를 통해 대변받을 수 없었기 때문에, 자연스럽게 이들 하위계층은 보통선거를 요구하고 나섰다. 한편 1906년에는 소토지 농민의 이해를 대변하는 농업동맹(ML)이 창당되었고, 같은 해 스웨덴계당이 스웨덴인당(RKP)으로 개칭했다. 선거운동은 주로 사회 현안에 관한 예증과 러시아 제정의 동화정책에 대한 자당의 입장을 밝히는 것 위주로 이루어졌다

## 결과
핀란드 역사상 최초의 보통선거의 결과는 다소 놀라웠다. 200석 중 사회민주당이 80석을 차지하여 1위로 원내 최다 세력이 되었다. 이것은 즉 그전까지는 제도권 정치 내에서 자신들의 민의를 대표할 방법이 전무했던 도시 노동자들과 무토지 농촌 인구를 대변하는 정당이 의회에서 가장 큰 세력이 되었다는 것을 의미했다.
우파 정당들 중에서는 핀란드당이 59석, 청년 핀란드당이 26석, 스웨덴인당은 24석을 받았다. 농업동맹은 9석을 받았지만 이후 급속히 성장해 주요 정당으로 자리매김한다.
| 정당                  | 정당                    | 득표수    | 득표율 | 의석 |
| --------------------- | ----------------------- | --------- | ------ | ---- |
|                       | 사회민주당(SDP)         | 329,946   | 37.03  | 80   |
|                       | 핀란드당(SP)            | 243,573   | 27.34  | 59   |
|                       | 청년 핀란드당(NSP)      | 121,604   | 13.65  | 26   |
|                       | 스웨덴인당(RKP)         | 112,267   | 12.60  | 24   |
|                       | 농업동맹(ML)            | 51,242    | 5.75   | 9    |
|                       | 기독교노동자동맹(SKrTL) | 13,790    | 1.55   | 2    |
|                       | 기타                    | 18,568    | 2.08   | 0    |
| 계                    | 계                      | 890,990   | 100.00 | 200  |
|                       |                         |           |        |      |
| 유효표                | 유효표                  | 890,990   | 99.07  |      |
| 무효·기권표           | 무효·기권표             | 8,357     | 0.93   |      |
| 총 투표               | 총 투표                 | 899,347   | 100.00 |      |
| 투표등록인수／투표율  | 투표등록인수／투표율    | 1,272,873 | 70.65  |      |
| Source: Mackie & Rose |                         |           |        |      |

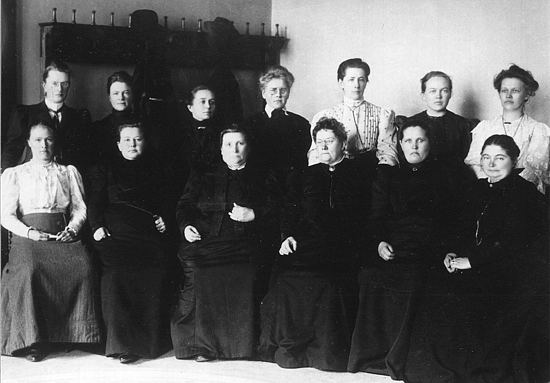
1907년 선출된 세계 최초의 여성 입법부 의원들.
우익 정당의 여성 의원들은 검은 드레스를, 사회민주당의 여성 의원들은 흰색 드레스를 입었다.

한편 여성들 역시 약속된 대로 부여된 평등한 피선거권을 누려, 200석 중 19석에 여성 의원이 당선되었다. 19명 중 9명은 사회민주당이었고, 나머지 10명은 우익 정당이었다. 해당 19인은 다음과 같은데, 이 19명은 핀란드 뿐 아니라 세계 최초의 여성 입법부 의원이기도 하다.
사회민주당 9인: 이다 알레텔료(1885년생–1955년몰), 아니 후오타리(1874년생-1943년몰), 미미 카네르보(1870년생-1922년몰), 예뉘 누오티오(1882년생-1948년물), 마리아 파소라이네(1868년생-1945년몰), 힐리아 패르시넨(1876년생-1935년몰), 마리아 라우니오(1872년생-1911년몰), 산드라 레흐티넨(1873년생-1954년몰), 미나 실란패(1866년생-1952년몰)
핀란드당 7인: 에벨리나 알라쿨류(1867년생-1940년몰), 헤드비히 게프하르트(1876년생-1961년몰), 알렉산드라 그리펜베리(1857년생-1913년몰), 리시 키비오야(1859년생-1925년몰), 힐다 캐키코스키(1864년생-1912년몰), 힐마 래새넨(1877년생-1955년몰), 이다 베멜푸(1868년생-1924년몰)
청년 핀란드당 2인: 루키나 하그만(1853년생-1946년몰), 알리 니시넨(1866년생-1926년몰)
스웨덴인당 1인: 다우마 네오비우스(1867년-1939년
하지만 원내 다수당이 된 사회민주당은 그 기쁨을 오래 누리지 못했다. 이듬해부터 제2차 러시아화 정책이 개시되어 러시아 제정은 다시 압제를 시작했다. 제2차 압제기(1908년-1917년)에 니콜라이 2세는 핀란드 의회를 누차에 걸쳐 해산시켰다. 제1차 세계대전 중에는 의회가 개회되지 못했다. 결국 핀란드 사회민주당은 자치령 시기 막바지인 1907년에서 1917년까지 10년간 원내 다수당이었지만 자기들이 원하는 개혁을 제대로 펼쳐보지 못했다. 그 결과 보통선거를 통해 드디어 자신들의 민의가 대변될 수 있으리라 기대한 하층계급 민중들은 의회정치에 환멸했다. 이것이 1918년 핀란드 내전의 원인 중 하나로 꼽히기도 한다.
2006년, 핀란드 의회 100주년 기념주화가 발행되었다. 주화 도안에는 남자와 여자의 실루엣이 손을 잡고 투표함에 투표용지를 넣는 모습이 새겨졌다.